# Triumph Street Triple
La Street Triple est un modèle de moto de la marque britannique Triumph. Elle est présentée en juin 2007 et commercialisée à partir du 1er juillet.

## Conception
Ce roadster est issu de la base technique de la sportive Daytona 675 dont elle reprend le cadre. Le design global s'inspire de la Speed Triple : les deux phares ronds, l'arrière tronqué et les deux pots d'échappement relevés. Comme la Daytona, la Street Triple délaisse les aspects pratiques. La place sous la selle est limitée et la trousse à outils se limite à une clé allen.
Le moteur est modifié par rapport à la Daytona. La puissance est revue à la baisse par l'utilisation de nouveaux arbres à cames et de cartographies d'allumage et d'injection différentes. L'usine annonce 108 ch à 11 700 tr/min pour un couple de 7 kg m à 9 100 tr/min en version libre. Les machines réservées au marché français sont données pour 106 ch au même régime ; ces valeurs sont mesurées au niveau du pignon de sortie de boîte de vitesses.
Le freinage est assuré par deux disques de 308 mm à l'avant et un disque de 220 mm à l'arrière, pincés par des étriers double pistons Nissin, complétés par des durits aviation. Afin de réduire les coûts de production, leur fixation n'est plus radiale, mais redevient classique.
La fourche télescopique inversée et l'amortisseur arrière sont signés Kayaba.

### Street Triple R

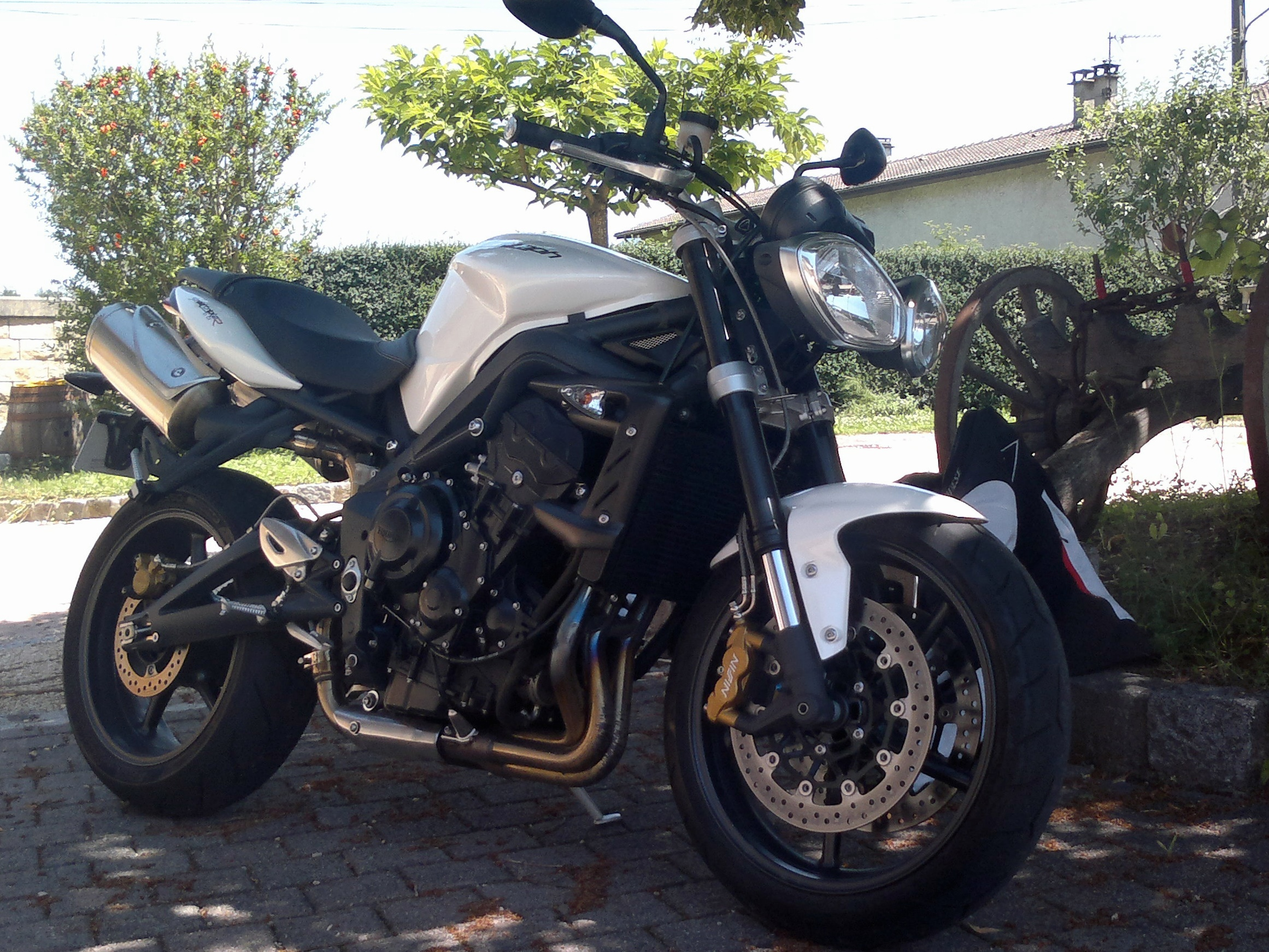
Street Triple version R 2011.

L'Île de Man voit, le 15 septembre 2008, la présentation à la presse de la Street Triple R. Cette version propose en plus des suspensions réglables en précharge, détente et compression, un maître-cylindre radial, des étriers de frein avant radiaux à quatre pistons, un guidon Magura et une hauteur de selle augmentée de 5 mm. Elle est vendue 8 790 €.
Le restylage de 2011 voit le remplacement des phares ronds par les modèles plus anguleux de la Speed Triple. Les carters moteur sont également retouchés avec l'inscription « Triumph » et un design plus fin.

## Restylage de 2013
Le millésime 2013 est présenté en octobre 2012 au salon Intermot de Cologne en Allemagne.
La Street Triple évolue notablement : l'esthétique générale est modernisée, les deux pots d'échappement sous la selle disparaissent au profit d'un échappement simple désormais en position basse pour abaisser le centre de gravité et centraliser les masses. Le cadre rigidifié, la boucle arrière, le bras oscillant et les jantes sont nouveaux et plus légers. La géométrie est revue.
La perte de poids totale est de 6 kg, le constructeur annonce 183 kg tous pleins faits. Un ABS déconnectable est disponible en option, il pèse 1,5 kg. La clé codée ainsi qu'un logement sous la selle pour un antivol en U font leur apparition.
Le moteur est doté de nouveaux corps d'injecteurs et d'un allumage recalculé. Il en résulte une consommation de carburant en baisse. Le premier rapport est allongé. La répartition des masses est modifiée (52 % AV/48 % AR, contre 49 % AV/51 % AR en 2012). Le rayon de braquage est amélioré. De nombreux accessoires d'origine sont disponibles, entre autres le pot Arrow et un shifter.

## 2015 Street Triple RX
En 2015, Triumph a mis sur le marché une série spéciale de la Street Triple, nommée RX. L'élément principal de cette série est le remplacement de la boucle arrière de la moto par une boucle de Daytona. Cette série n'était disponible que dans un coloris, Gris mat et Rouge brillant (satiné sur la boucle arrière). L'équipement d'origine comprend un saute-vent, des écopes de radiateur, un sabot ainsi qu'un shifter.

## Coloris

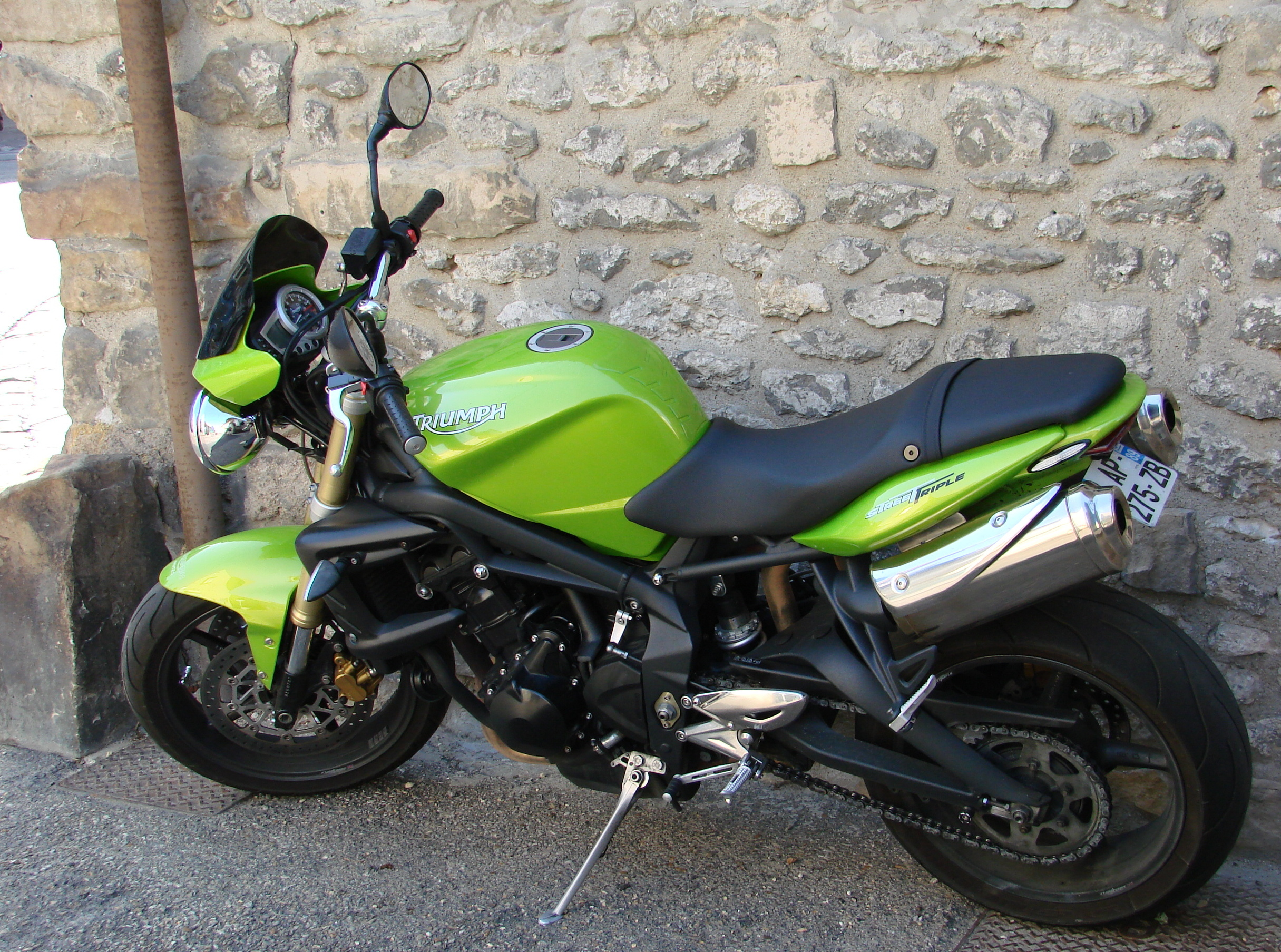
Roulette Green vue arrière.
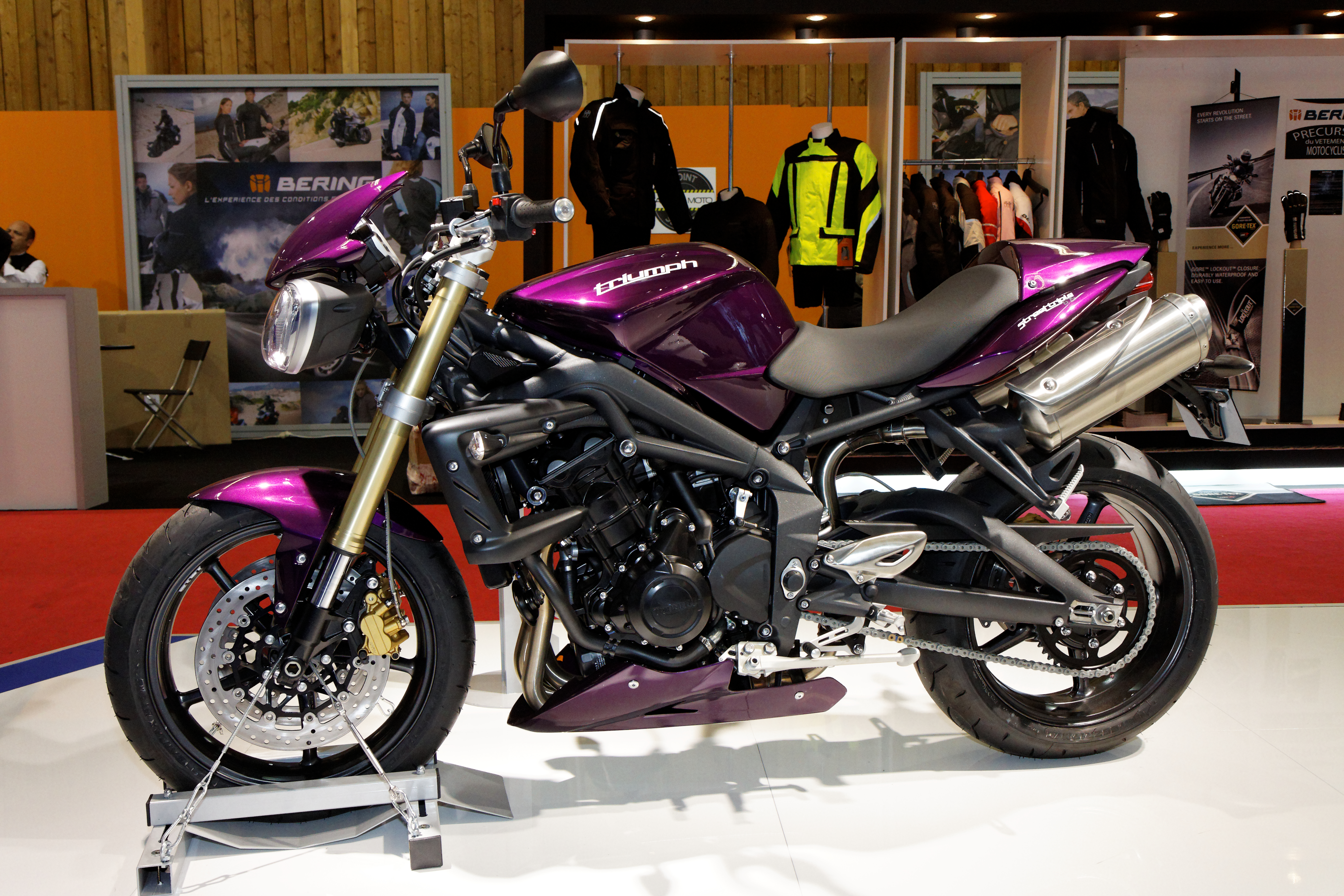
Imperial Purple.

| Les coloris disponibles pour la Street Triple sont : - 2007, 2008 et 2009 : Jet Black, Fusion White et Roulette Green ; - 2010 : Jet Black, Fusion White et Tornado Red ; - 2011, 2012 : Phantom Black, Crystal White et Imperial Purple ; - 2013 : Phantom Black, Crystal White et Caribbean Blue ; - 2014 : Phantom Black, Crystal White et Cosmic Green. | Les coloris disponibles pour la Street Triple R sont : - 2008 et 2009 : Matt Graphite et Matt Blazing Orange ; - 2010 : Phantom Black, Matt Graphite et Matt Blazing Orange ; - 2011, 2012 : Phantom Black, Crystal White et Diablo Red ; - 2013, 2014 : Phantom Black, Crystal White et Matt Graphite. |

## Spécifications
| Modèles                     | Street Triple                                               | Street Triple R                                             | Street Triple                                               | Street Triple R                                             | Street Triple S                                                                               | Street Triple R                                                                                | Street Triple RS                                                                                           |
| --------------------------- | ----------------------------------------------------------- | ----------------------------------------------------------- | ----------------------------------------------------------- | ----------------------------------------------------------- | --------------------------------------------------------------------------------------------- | ---------------------------------------------------------------------------------------------- | --- |
| Années                      | 2007 - 2012                                                 | 2009 - 2012                                                 | 2013 - 2016                                                 | 2013 - 2016                                                 | 2017 -                                                                                        | 2017 -                                                                                         | 2017 - |
| Moteur                      | tricylindre en ligne à refroidissement liquide, 12 soupapes | tricylindre en ligne à refroidissement liquide, 12 soupapes | tricylindre en ligne à refroidissement liquide, 12 soupapes | tricylindre en ligne à refroidissement liquide, 12 soupapes | tricylindre en ligne à refroidissement liquide, 12 soupapes                                   | tricylindre en ligne à refroidissement liquide, 12 soupapes                                    | tricylindre en ligne à refroidissement liquide, 12 soupapes                                                |
| Cylindrée                   | 674,8 cm3                                                   | 674,8 cm3                                                   | 674,8 cm3                                                   | 674,8 cm3                                                   | 660 cm3                                                                                       | 765 cm3                                                                                        | 765 cm3 |
| Alésage × course            | 74 × 52,3 mm                                                | 74 × 52,3 mm                                                | 74 × 52,3 mm                                                | 74 × 52,3 mm                                                | 76 × 48,5 mm                                                                                  | 77,99 × 53,38 mm                                                                               | 77,99 × 53,4 mm                                                                                            |
| Alimentation                | Keihin EFI                                                  | Keihin EFI                                                  | Séquentiel multipoints EFI SAI                              | Séquentiel multipoints EFI SAI                              | Injection électronique multipoint séquentielle avec SAI. Commande d’accélérateur électronique | Injection électronique multipoint séquentielle avec SAI. Commande d’accélérateur électronique  | Injection électronique multipoint séquentielle avec SAI. Commande d’accélérateur électronique              |
| Taux de compression         | 12,65:1                                                     | 12,65:1                                                     | 12,65:1                                                     | 12,65:1                                                     | 12,1:1                                                                                        | 12,5:1                                                                                         | 12,54:1 |
| Puissance maximum           | 106 ch (78 kW) à 11 750 tr/min                              | 106 ch (78 kW) à 11 750 tr/min                              | 106 ch (78 kW) à 11 750 tr/min                              | 106 ch (78 kW) à 11 750 tr/min                              | 48 ch (35 kW) à 9 000 tr/min (version A2); 95 ch (70 kW) à 11 250 tr/min (version libre)      | 118 ch (87 kW) à 12 000 tr/min                                                                 | 123 ch (90 kW) à 11 700 tr/min                                                                             |
| Couple maximum              | 68 N m à 9 100 tr/min                                       | 68 N m à 9 100 tr/min                                       | 68 N m à 9 100 tr/min                                       | 68 N m à 9 100 tr/min                                       | 73 N m à 9 100 tr/min                                                                         | 77 N m à 9 400 tr/min                                                                          | 79 N m à 9 350 tr/min                                                                                      |
| Transmission                | Multidisque en bain d'huile, 6 vitesses                     | Multidisque en bain d'huile, 6 vitesses                     | Multidisque en bain d'huile, 6 vitesses                     | Multidisque en bain d'huile, 6 vitesses                     | Multidisque en bain d'huile, 6 vitesses                                                       | Multidisque en bain d'huile, 6 vitesses                                                        | Multidisque en bain d'huile, 6 vitesses                                                                    |
| Transmission finale         | Chaîne                                                      | Chaîne                                                      | Chaîne                                                      | Chaîne                                                      | Chaîne, 118 maillons                                                                          | Chaîne, 118 maillons                                                                           | Chaîne, 118 maillons                                                                                       |
| Chassis                     | Double berceau en aluminium                                 | Double berceau en aluminium                                 | Double berceau en aluminium                                 | Double berceau en aluminium                                 | Avant : double berceau en aluminium Arrière : deux pièces en alliage moulé à haute pression   | Avant : double berceau en aluminium Arrière : deux pièces en alliage moulé à haute pression    | Avant : double berceau en aluminium Arrière : deux pièces en alliage moulé à haute pression                |
| Suspension avant            | Fourche téléscopique Kayaba (KYB) 41 mm                     | Fourche téléscopique Kayaba (KYB) 41 mm                     | Fourche téléscopique Kayaba (KYB) 41 mm                     | Fourche téléscopique Kayaba (KYB) 41 mm                     | Fourche inversée Showa 41 mm USD                                                              | Fourche inversée Showa 41 mm SF-BPF                                                            | Fourche Showa gros diamètre BPF inversée de Ø 41 mm                                                        |
| Réglages suspension avant   | -                                                           | Compression, détente et précharge                           | -                                                           | Compression, détente et précharge                           | Précharge                                                                                     | Compression, détente et précharge                                                              | Compression, détente et précharge                                                                          |
| Course suspension avant     | 120 mm                                                      | 120 mm                                                      | 120 mm                                                      | 115 mm                                                      | 110 mm                                                                                        | 115 mm                                                                                         | 115 mm |
| Suspension arrière          | Mono-amortisseur Kayaba                                     | Mono-amortisseur Kayaba                                     | Mono-amortisseur Kayaba                                     | Mono-amortisseur Kayaba                                     | Amortisseur à réservoir séparé Showa                                                          | Amortisseur à réservoir séparé Showa                                                           | Öhlins STX40 à réservoir séparé                                                                            |
| Réglages suspension arrière | Précharge                                                   | Précharge                                                   | Précharge                                                   | Compression, détente et précharge                           | Précharge                                                                                     | Compression, détente et précharge                                                              | Compression, détente et précharge                                                                          |
| Course suspension arrière   | 126 mm                                                      | 130 mm                                                      | 126 mm                                                      | 135 mm                                                      | 124 mm                                                                                        | 134 mm                                                                                         | 131 mm |
| Frein avant                 | Double disque Ø 308 mm                                      | Double disque Ø 308 mm                                      | Double disque Ø 310 mm Nissin, ABS                          | Double disque Ø 310 mm Nissin, ABS                          | Double disque flottant Ø 310 mm, étriers Nissin 2 pistons, ABS                                | Double disque flottant Ø 310 mm, étriers monobloc à montage radial 4 pistons Brembo M4-32, ABS | Double disque flottant Ø 310 mm, étriers monobloc à montage radial 4 pistons Brembo M50, ABS déconnectable |
| Frein arrière               | Disque Ø 220 mm                                             | Disque Nissim Ø 220 mm                                      | Disque Brembo Ø 220 mm ABS                                  | Disque Brembo Ø 220 mm ABS                                  | Disque fixe simple Ø 220 mm, étrier simple piston Brembo ABS                                  | Disque fixe simple Ø 220 mm, étrier simple piston Brembo ABS                                   | Disque fixe simple Ø 220 mm, étrier simple piston Brembo ABS                                               |
| Roues                       | Avant : 3,5x17 Arrière : 5,5x17                             | Avant : 3,5x17 Arrière : 5,5x17                             | Avant : 3,5x17 Arrière : 5,5x17                             | Avant : 3,5x17 Arrière : 5,5x17                             | Avant : 3,5x17 Arrière : 5,5x17                                                               | Avant : 3,5x17 Arrière : 5,5x17                                                                | Avant : 3,5x17 Arrière : 5,5x17                                                                            |
| Pneus                       | Avant : 120/70 ZR 17 Arrière : 180/55 ZR 17                 | Avant : 120/70 ZR 17 Arrière : 180/55 ZR 17                 | Avant : 120/70 ZR 17 Arrière : 180/55 ZR 17                 | Avant : 120/70 ZR 17 Arrière : 180/55 ZR 17                 | Avant : 120/70 ZR 17 Arrière : 180/55 ZR 17                                                   | Avant : 120/70 ZR 17 Arrière : 180/55 ZR 17                                                    | Avant : 120/70 ZR 17 Arrière : 180/55 ZR 17                                                                |
| Réservoir                   | 17,4 L                                                      | 17,4 L                                                      | 17,4 L                                                      | 17,4 L                                                      | 17,4 L                                                                                        | 17,4 L                                                                                         | 17,4 L |
| Hauteur (sans rétros)       | 1 060 mm                                                    | 1 110 mm                                                    | 1 060 mm                                                    | 1 110 mm                                                    | 1 060 mm                                                                                      | 1 065 mm                                                                                       | 1 085 mm                                                                                                   |
| Poids à sec                 | 182 kg                                                      |                                                             |                                                             |                                                             | 168 kg                                                                                        | 168 kg                                                                                         | 166 kg |
| Largeur                     | 735 mm                                                      | 2009-2010 : 735 mm 2011-2012 : 755 mm                       | 735 mm                                                      | 740 mm                                                      | 765 mm                                                                                        | 775 mm                                                                                         | 775 mm |
| Longueur                    | 2 000 mm                                                    | 2 030 mm                                                    | 2 000 mm                                                    | 2 055 mm                                                    |                                                                                               |                                                                                                | |
| Empattement                 | 2007-2009 : 1 394,5 mm 2010 : 1 390 mm 2011-2012 : 1 410 mm | 2009-2010 : 1 394,5 mm 2011-2012 : 1 410 mm                 | 1 410 mm                                                    | 1 410 mm                                                    | 1 410 mm                                                                                      | 1 405 mm                                                                                       | 1 405 mm                                                                                                   |
| Inclinaison, Chasse         | 24,3° 95,3 mm                                               | 23,9° 92,4 mm                                               | 24,1° 99,6 mm                                               | 23,4° 95 mm                                                 | 24,3° 103,4 mm                                                                                | 23,5° 98,3 mm                                                                                  | 23,9° 100 mm                                                                                               |